# Ostrov (district de Karlovy Vary)
Pour les articles homonymes, voir Ostrov (homonymie).
Ostrov (en allemand : Schlackenwerth) est une ville du district et de la région de Karlovy Vary, en République tchèque. Sa population s'élevait à 15 681 habitants en 2025.

## Géographie
Ostrov se trouve à 6 km au sud de Jáchymov, à 10 km au nord-nord-est de Karlovy Vary et à 110 km à l'ouest-nord-ouest de Prague.
La commune est limitée par Jáchymov au nord, par Krásný Les et Vojkovice à l'est, par Velichov, Kyselka, Sadov et Hájek au sud, et par Hroznětín et Merklín à l'ouest.

## Histoire
La fondation de la localité est attribuée à Slávek de la famille Hrabišic, comme en témoigne le nom d'origine Zlaukowerde, puis Schlackenwerth (île de Slávek). Le nom Ostrov est dû à sa situation entre les rivières Bystřice et Veseřice. À cette époque, cependant, il y avait aussi une seconde église dédiée à saint Michel, située sur l'autre rive de la Bystřice, où la ville médiévale s'est progressivement établie. Cependant, l'église n'a pris son aspect actuel qu'après 1600. Le plus ancien monument conservé est l'église du cimetière de Saint-Jacques-le-Majeur, un édifice de style roman tardif datant de 1224-1226, qui témoigne d'un peuplement au début du XIIIe siècle.
Le duc de Saxe-Lauenbourg s'y fit construire un superbe palais en 1675.
Jusqu'en 1918, la ville de Schlackenwerth faisait partie de l'empire d'Autriche (Cisleithanie après le compromis de 1867), district de Karlsbad (Karlovy Vary), un des 94 Bezirkshauptmannschaften en Bohême.

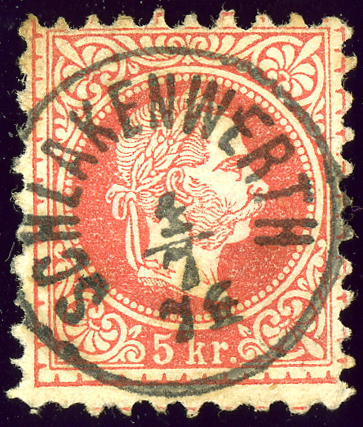
Timbre autrichien oblitéré « Schlackenwerth » en 1874.

Après l'annexion des Sudètes par l'Allemagne nazie, Ostrov reprit le nom de Schlackenwerth. Le palais servit de camp de concentration, notamment pour recevoir et disperser les familles mosellanes hostiles à l'annexion de leur région et refusant d'adhérer à la « communauté » nazie.

## Galerie

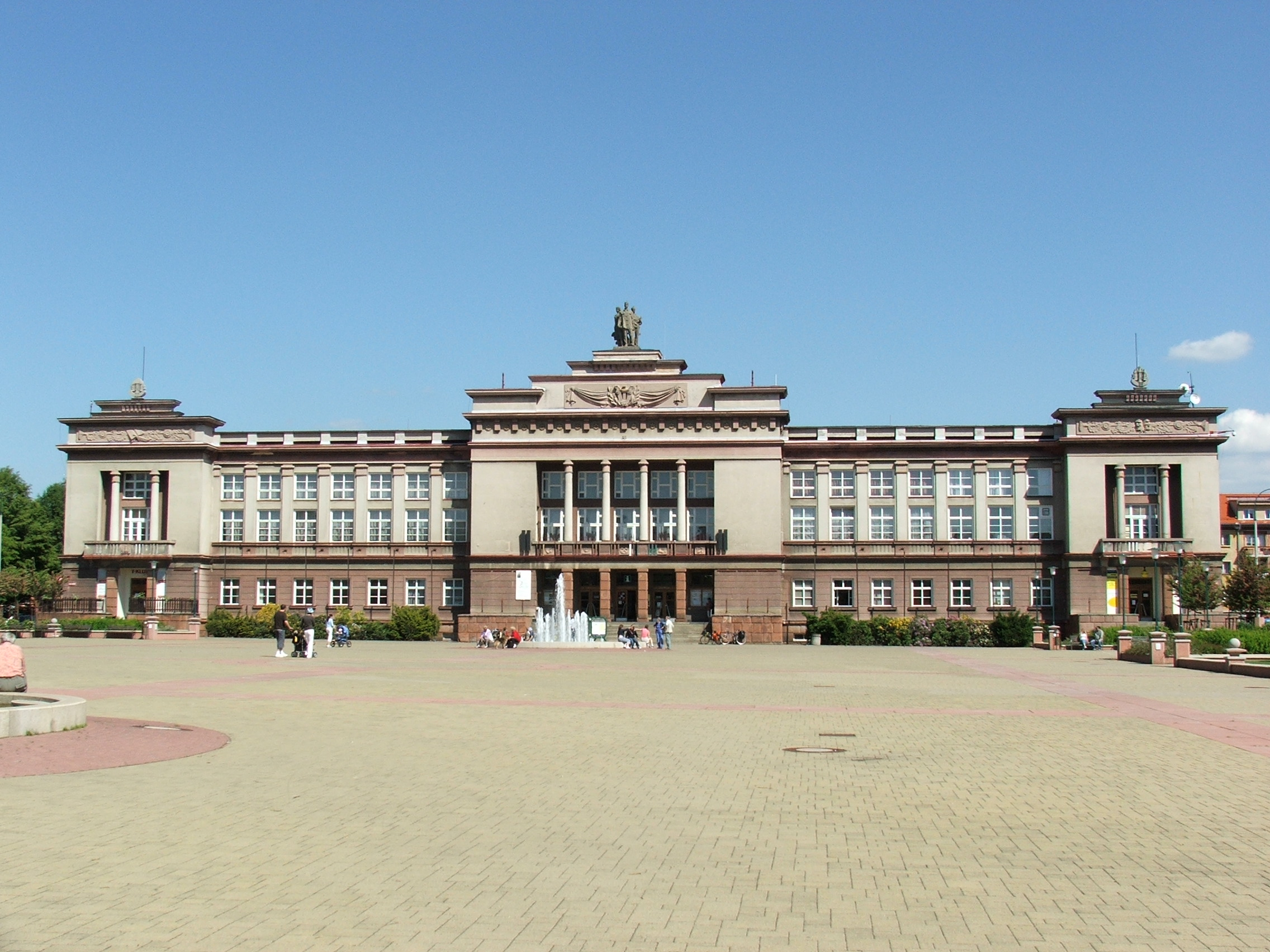
Ostrov : le palais de la culture.
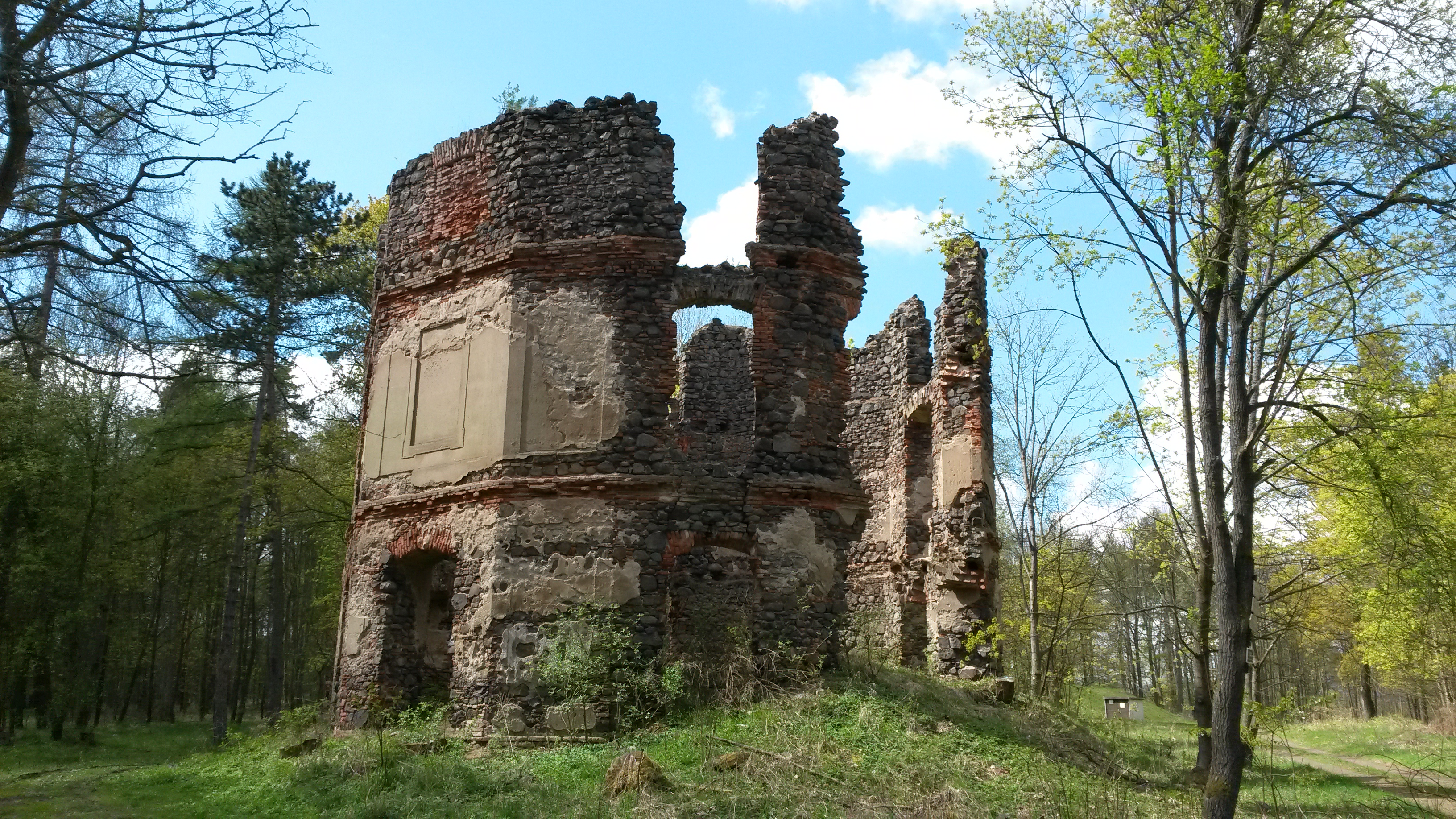
Ruines du château de Mořičov.

## Population
Recensements (*) ou estimations de la population de la commune dans ses limites actuelles :
| 1869* | 1880* | 1890* | 1900* | 1910* | 1921* |
| ----- | ----- | ----- | ----- | ----- | ----- |
| 3 664 | 4 313 | 4 420 | 4 577 | 4 810 | 4 670 |

| 1930* | 1950* | 1961*  | 1970*  | 1980*  | 1991*  |
| ----- | ----- | ------ | ------ | ------ | ------ |
| 5 135 | 4 047 | 17 136 | 18 519 | 19 450 | 17 872 |

| 2001*  | 2011*  | 2016   | 2017   | 2018   | 2019   |
| ------ | ------ | ------ | ------ | ------ | ------ |
| 17 451 | 17 859 | 17 079 | 16 949 | 16 865 | 16 731 |

| 2020   | 2021*  | 2022   | 2023   | 2024   | 2025   |
| ------ | ------ | ------ | ------ | ------ | ------ |
| 16 658 | 16 671 | 15 822 | 15 894 | 15 825 | 15 681 |

## Administration
La commune se compose de douze quartiers :
- Ostrov
- Arnoldov
- Dolní Žďár
- Hanušov
- Hluboký
- Horní Žďár
- Kfely
- Květnová
- Liticov
- Maroltov
- Mořičov
- Vykmanov

## Personnalités
- Françoise-Sibylle de Saxe-Lauenbourg, margravine et régente de Bade-Bade (1675-1733) .
- Marie-Ferdinande de Saxe, grande-duchesse de Toscane (1796-1865).